# Kelibia
Kelibia (Kélibia, Calibia) (arab nyelven: قليبية, Qlībiya) tengerparti város Tunézia északkeleti részén, a Cap Bon-félszigeten, a Nabeul elöljáróságban. Homokos strandjait a Földközi-tenger legszebb helyeiként tartják számon.

## Fekvése
Kerkouane-tól 10 km-re fekvő település.

## Története

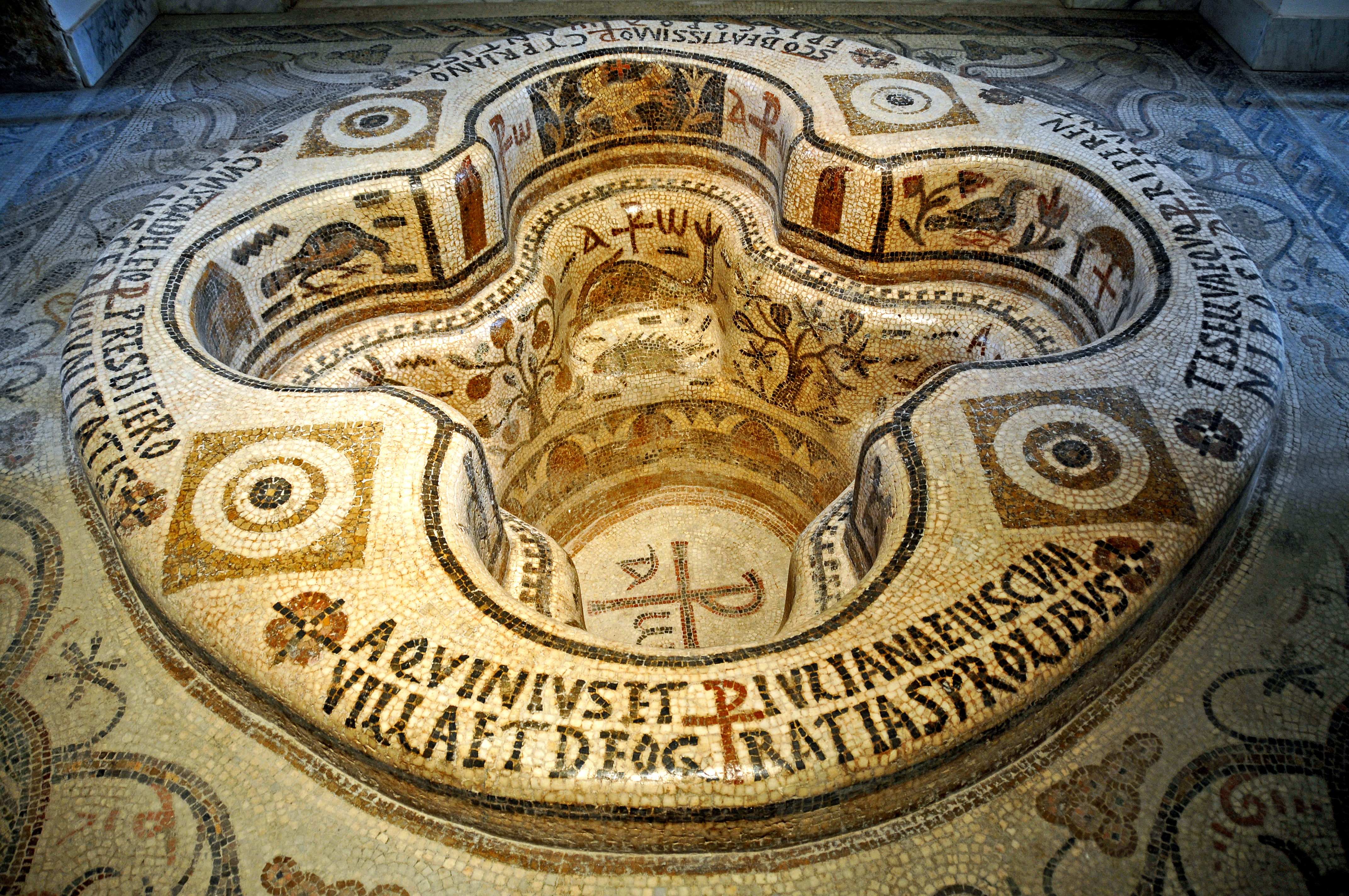
Kelibiai keresztelőkápolna, Bardo Múzeum

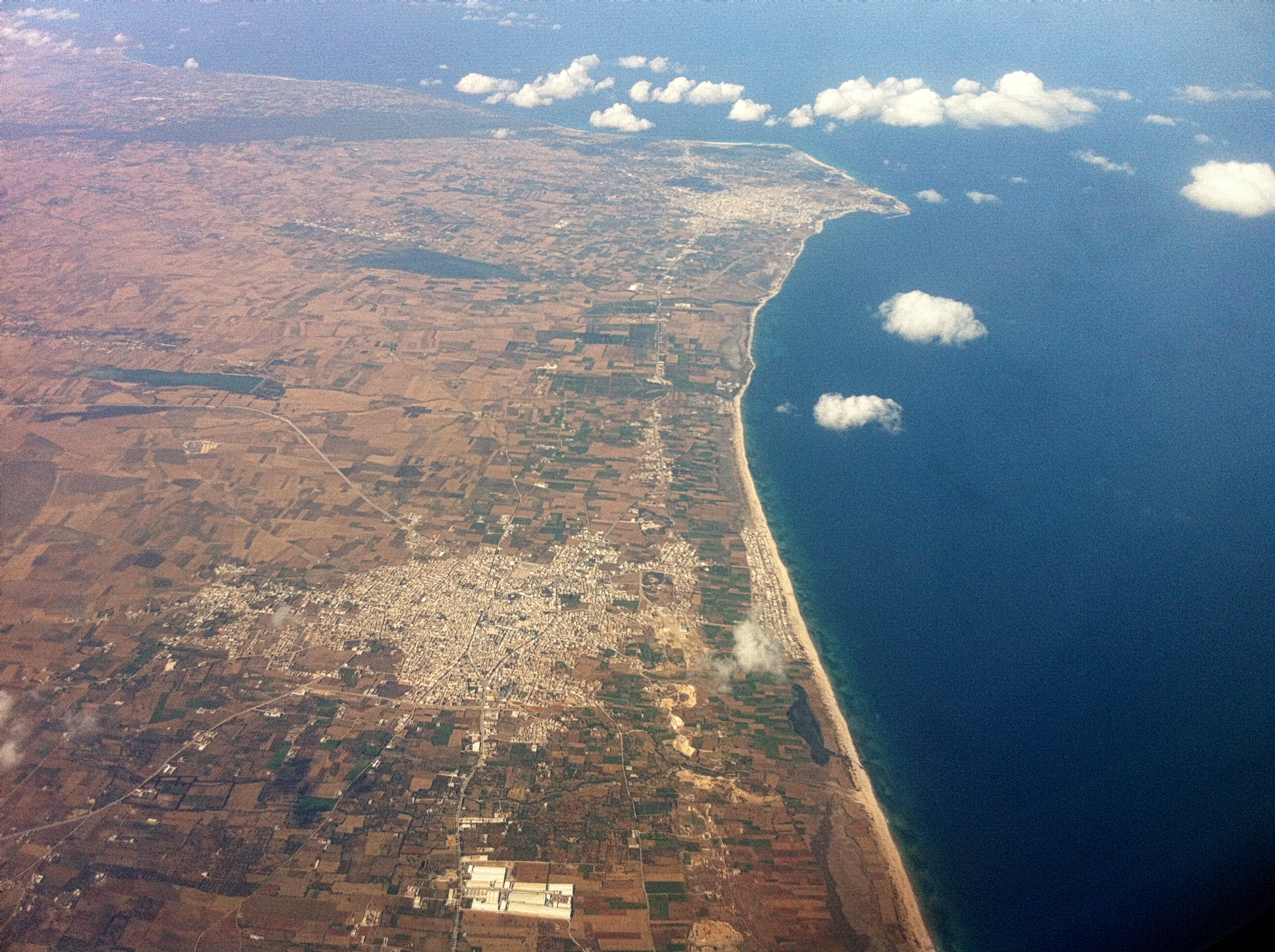
Kelibia légifelvételről

A ma félszázezer körüli lakosú egykori Clupea pun kikötővárost a rómaiak többször is elfoglalták, kifosztották, majd Cornelius Scipio hadai Karthágóval egyidőben, Kr. e. 146-ban végleg lerombolták.
Később újból benépesült, és Kr. u. a 6. században a bizánciak a kikötő fölött erődöt építettek ki, amely bár többször is átépítették, máig is uralja a várost. A  16. században több spanyol támadást kellett kiállnia.
Kelibia legfőbb látványossága ma a kikötőre néző, nemrég felújított Kelibia-erőd, valamint a halászkikötő. A város a Tunézia Nemzeti Halászati Iskola székhelye is. A település halain kívül híres még ízletes muskotályos szőlőjéről és az abból préselt zamatos, Muscat de Kélibia nevű fehérboráról.

## Nevezetességek
- Kelibia-erőd
- Halászati kikötő

## Galéria

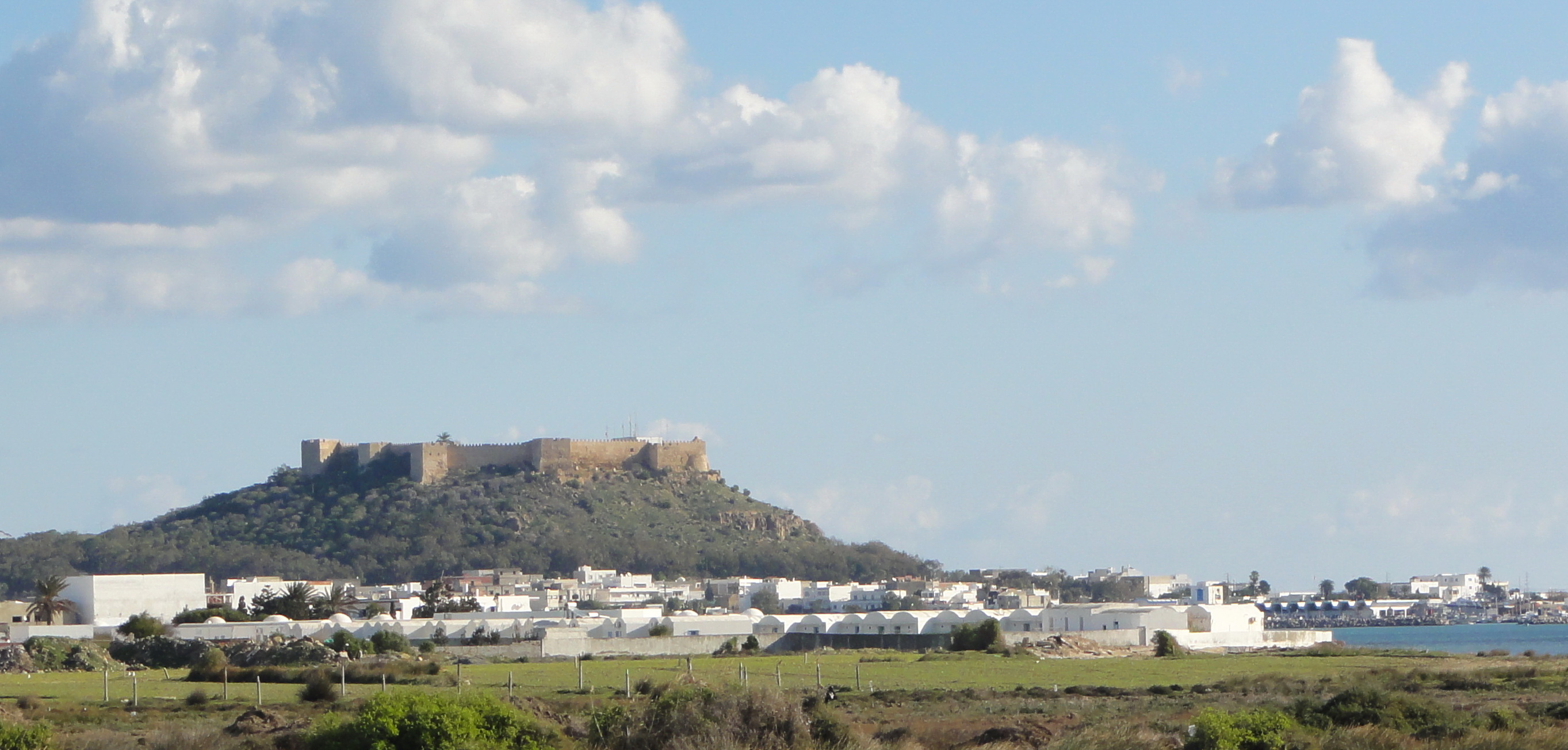
Az erőd a város fölött
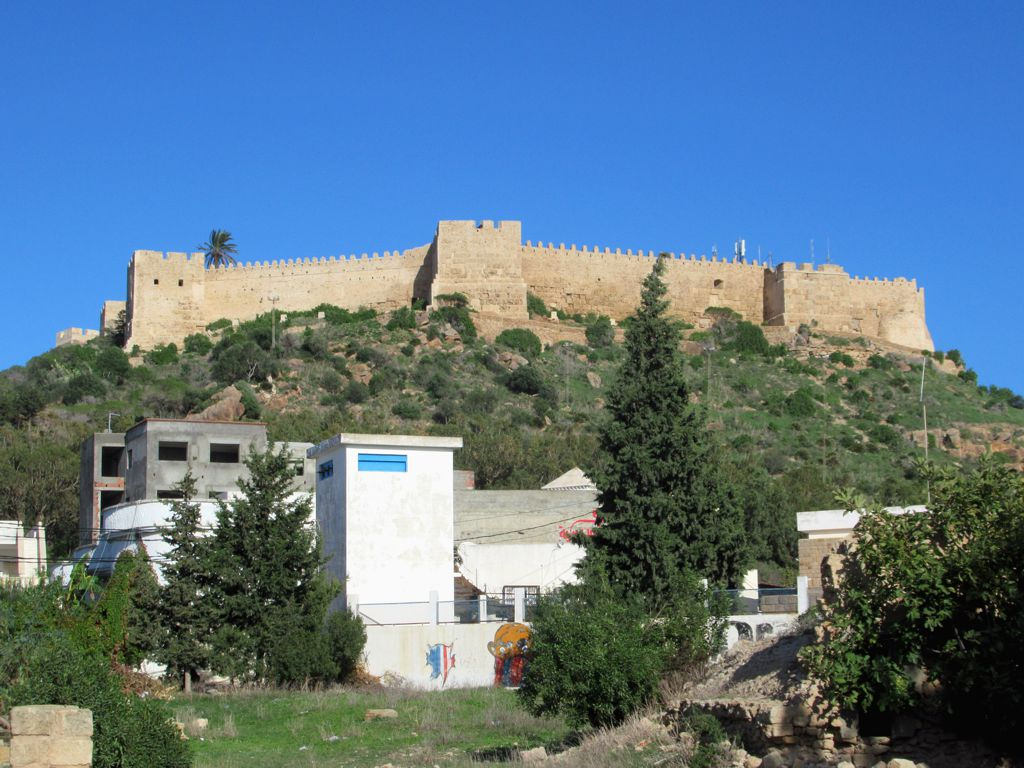
Az erőd a város fölött
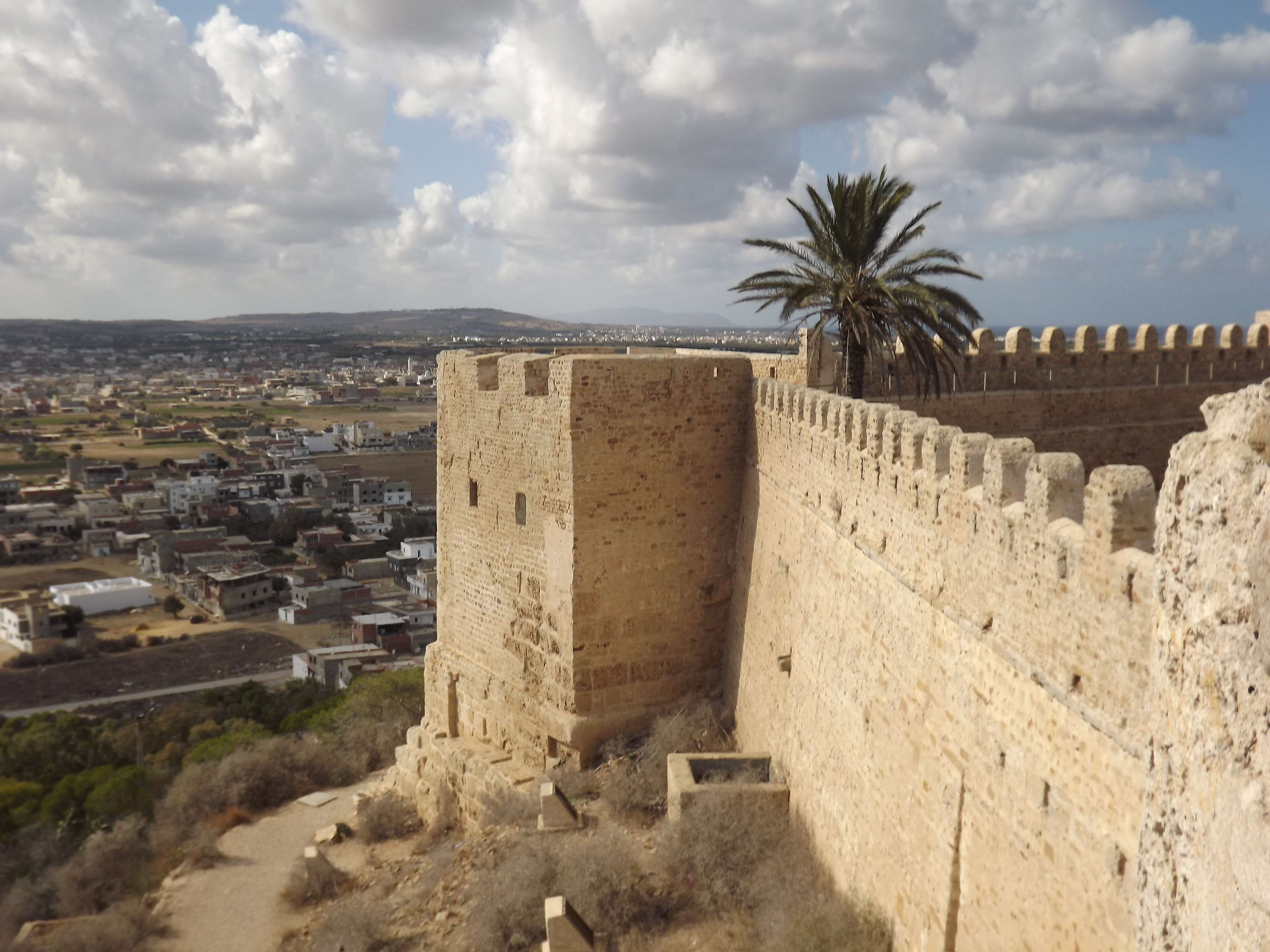
A város fölötti erőd
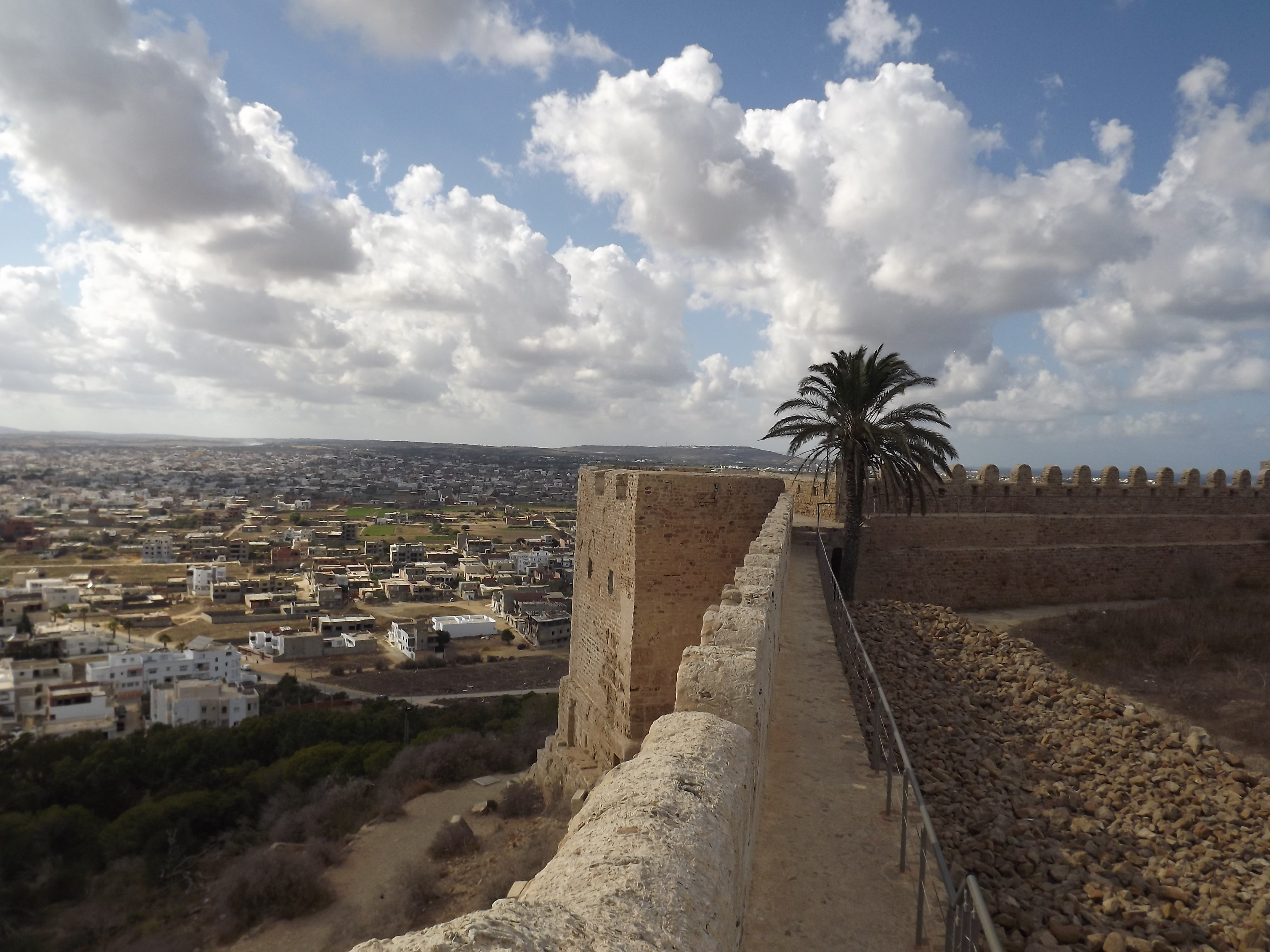
Erődrészlet
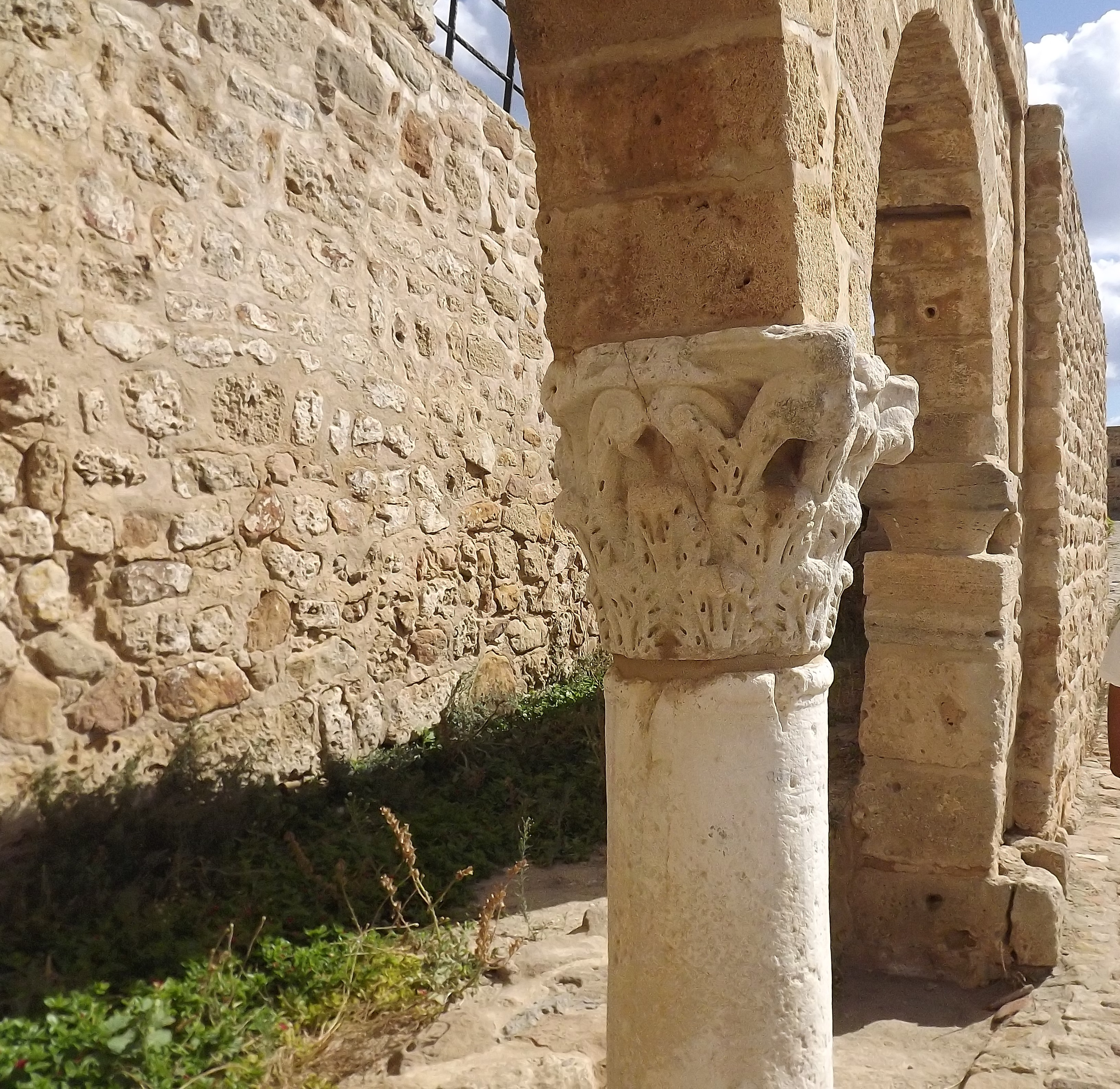
Kelibia, részlet
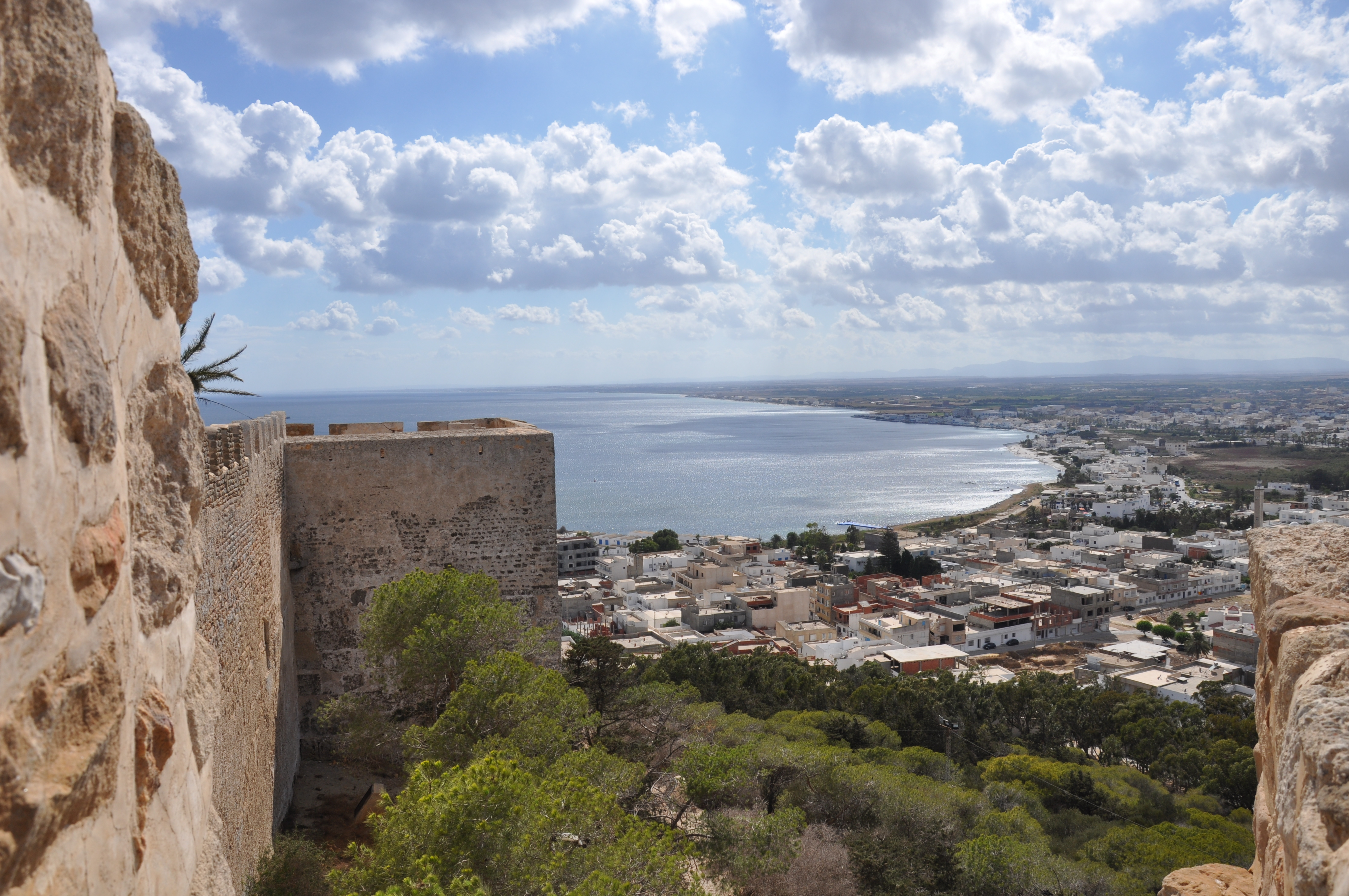
A város az erődből
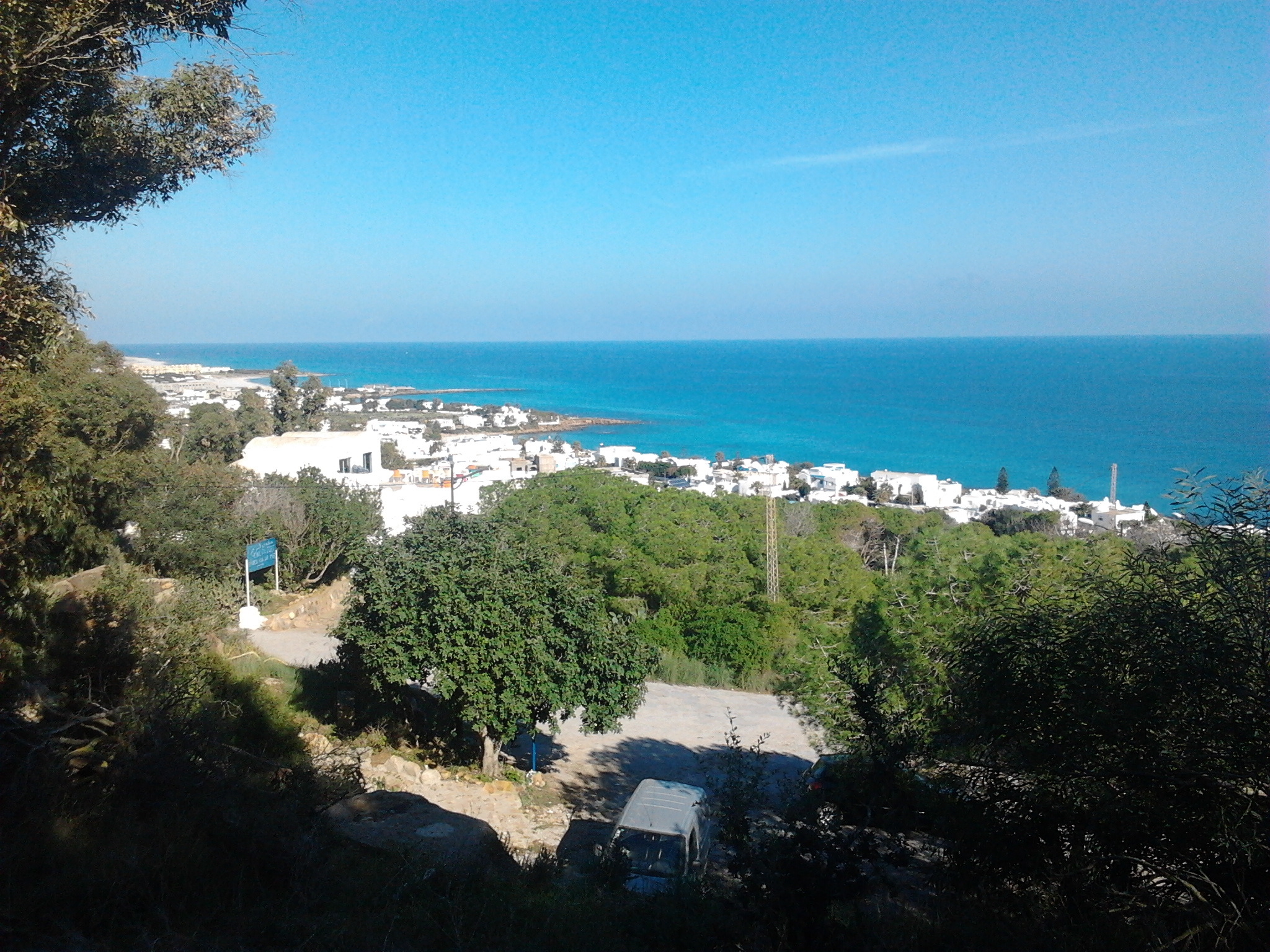
A város látképe
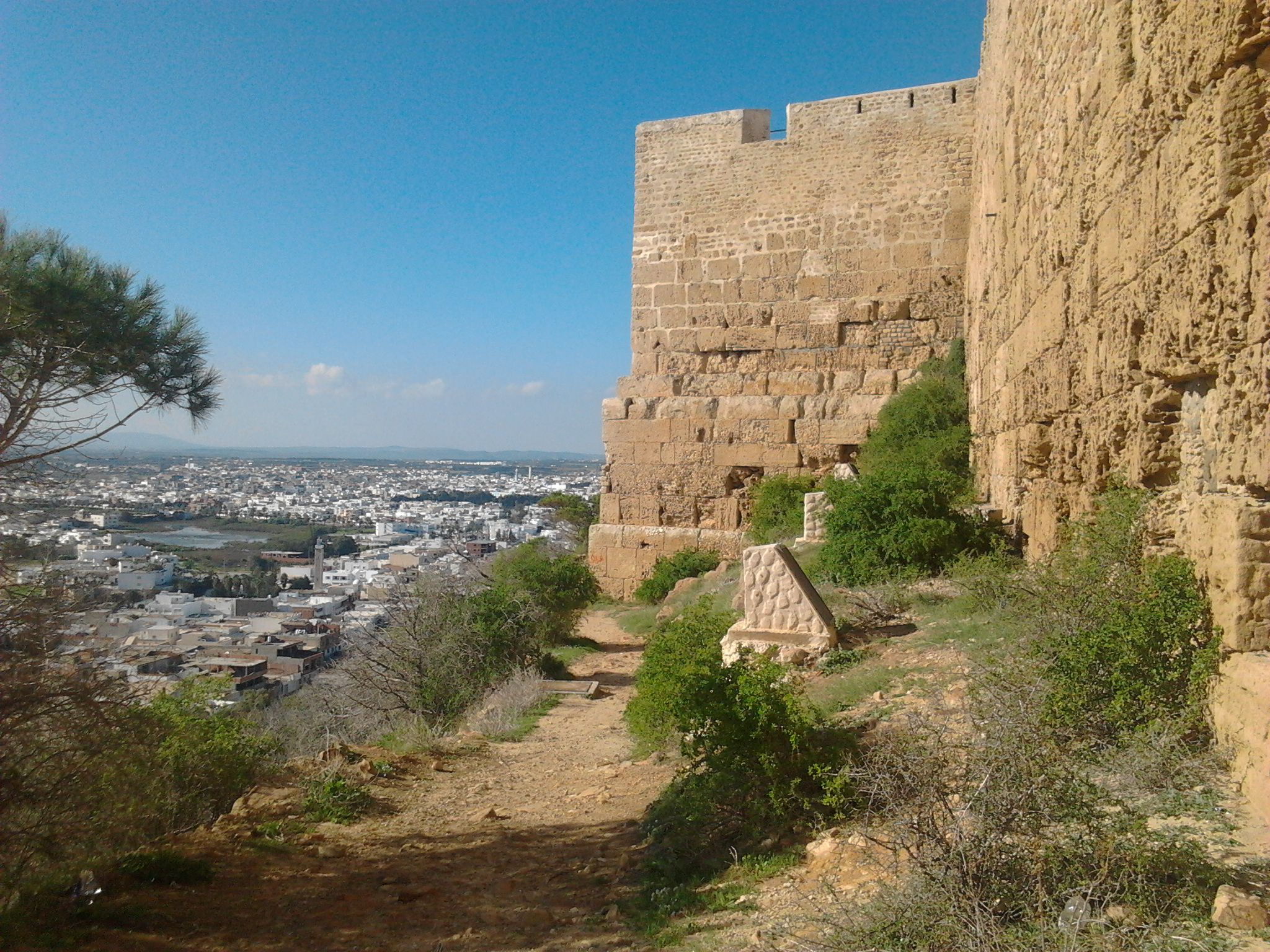
A város látképe az erődből nézve
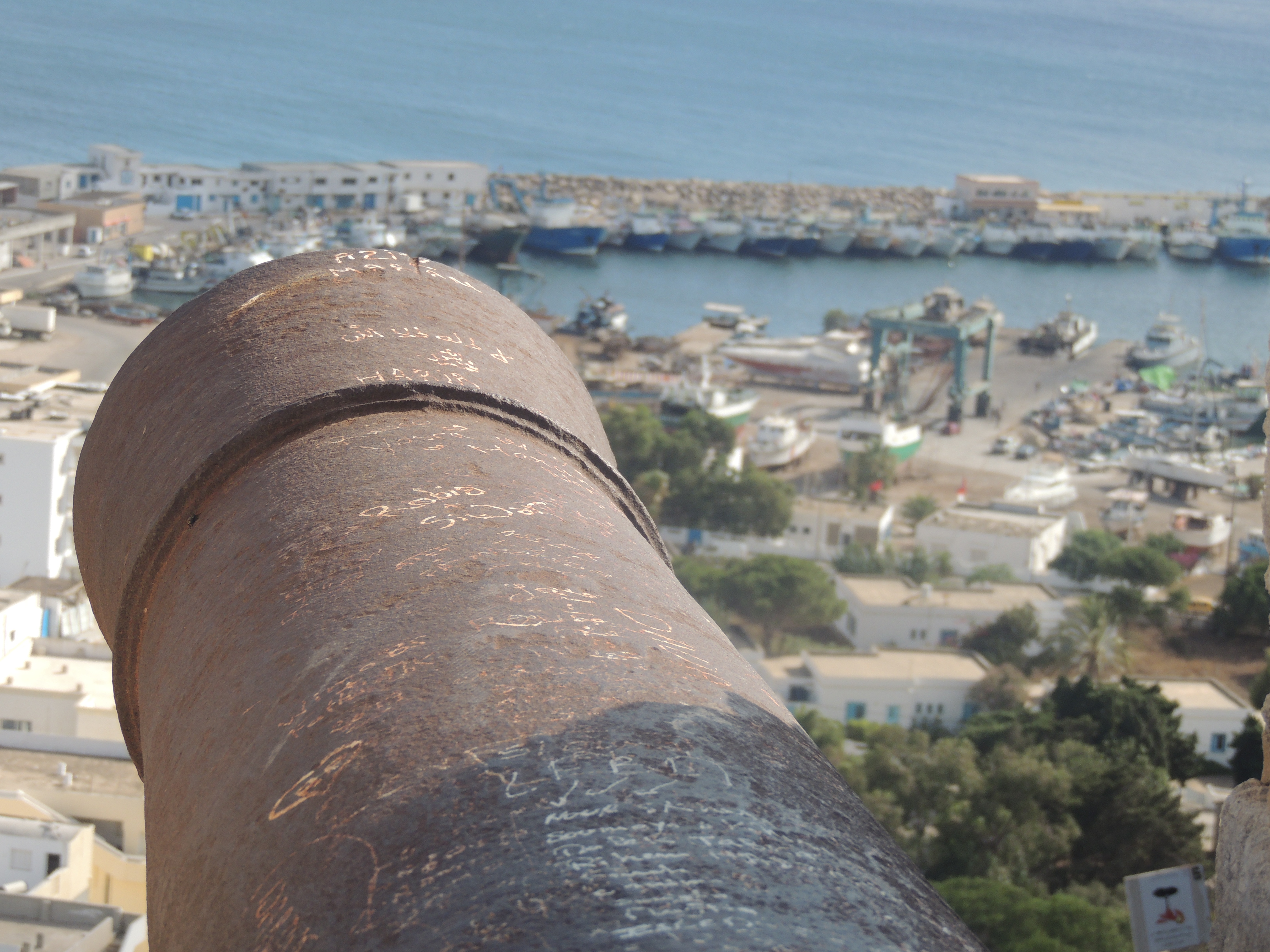
A kikötő az erődből
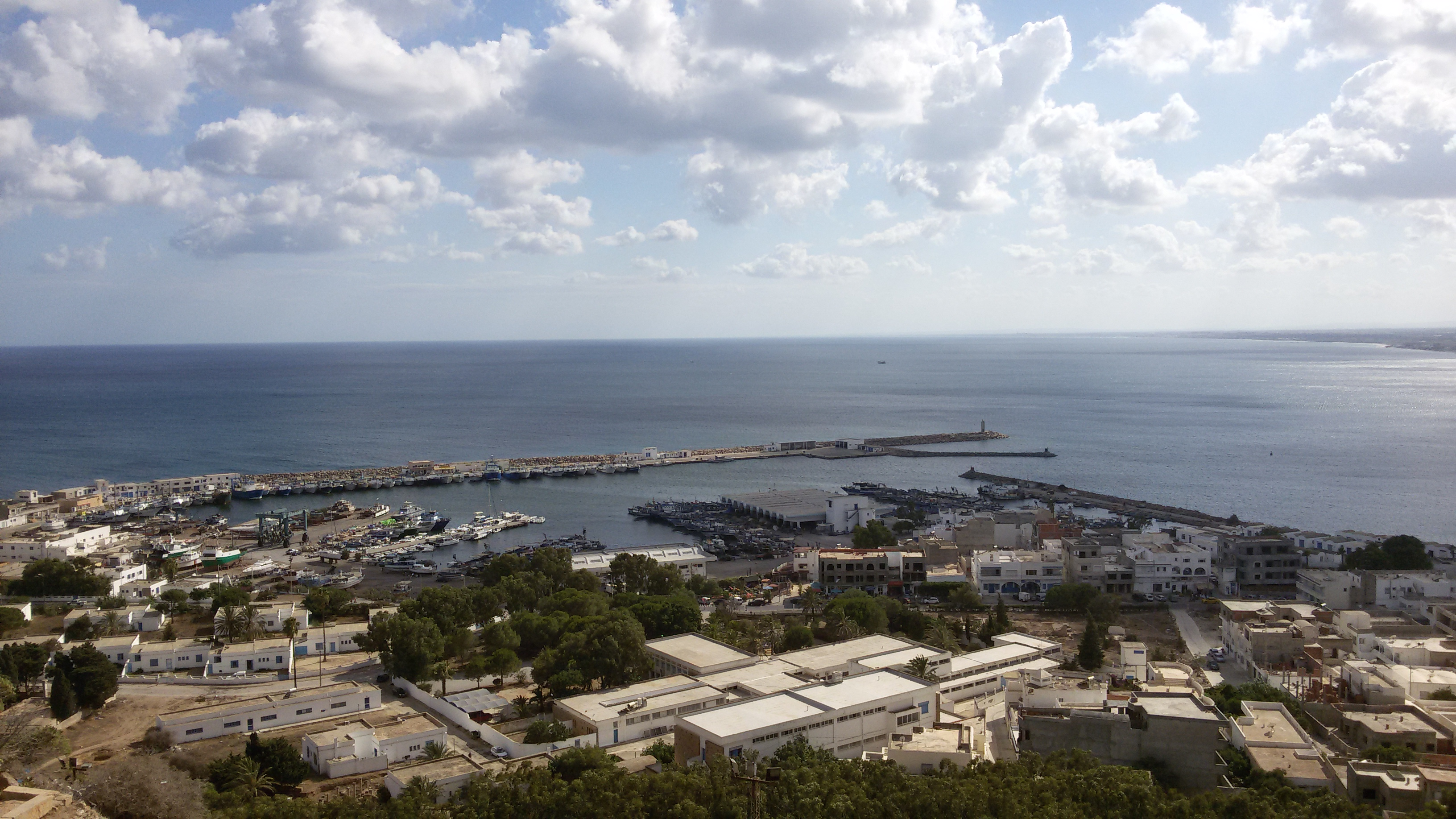
A kikötő látképe
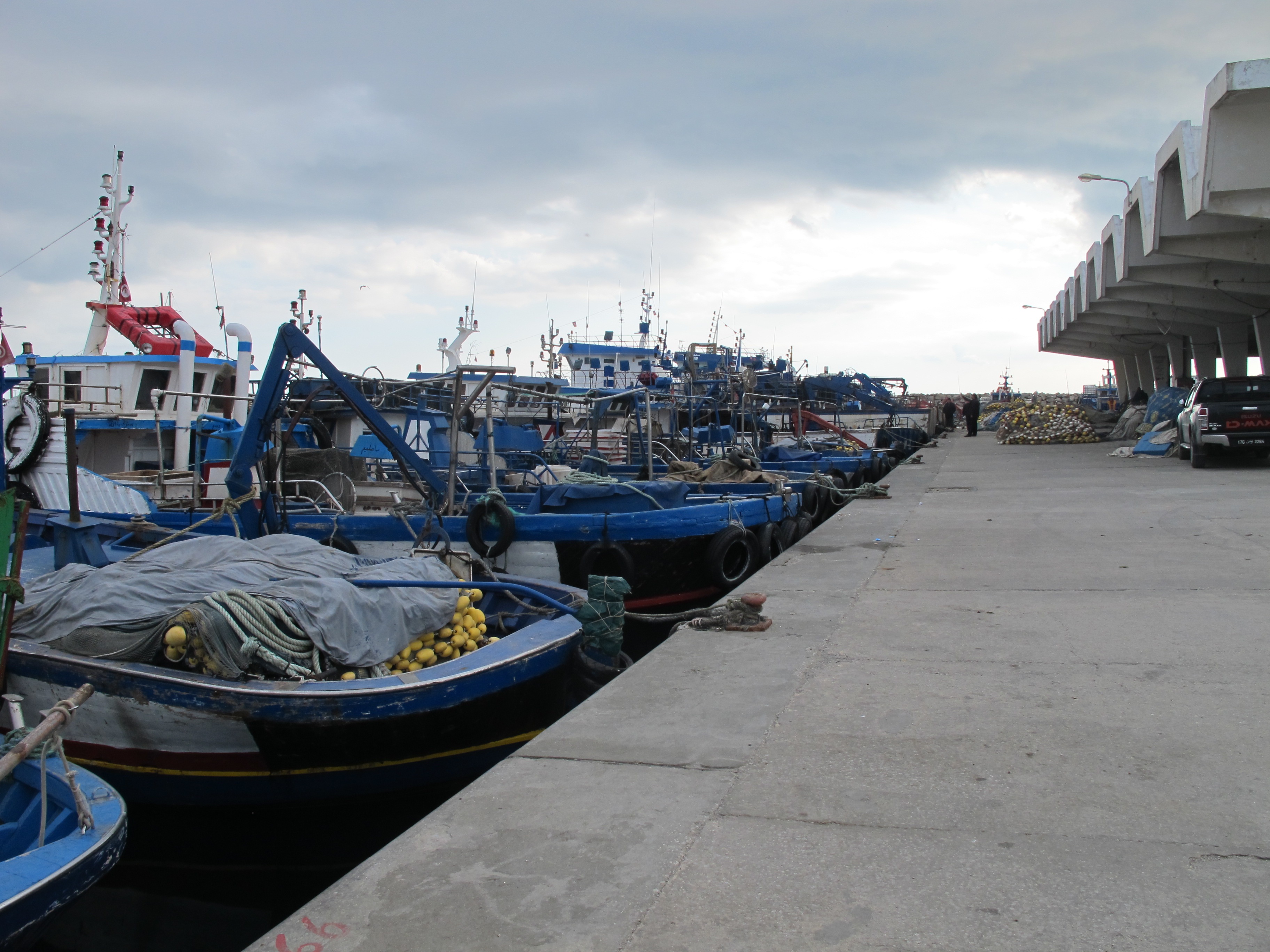
A kikötő részlete
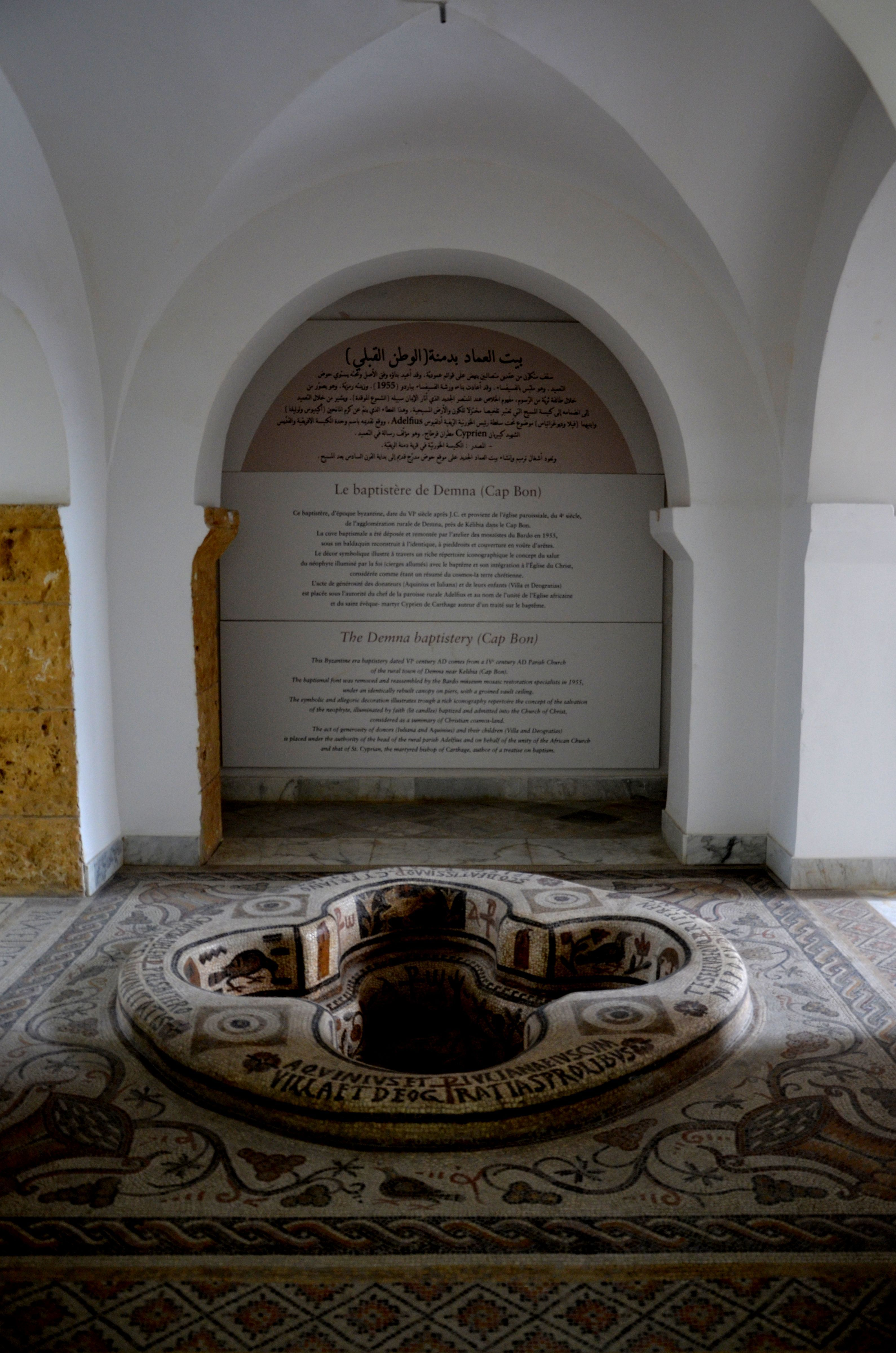
Kelibiai mozaik a Bardo Múzeumból